# Grammostola rosea
Grammostola rosea és una espècie d'aranya migalomorf de la família Theraphosidae; és una taràntula d'uns 8 cm pròpia del Brasil, el Paraguai, Xile, Argentina i l'Uruguai.
La hi troba en boscos caducifolis i en prades, on fa caus. Les seves extremitats i la seva opistosoma són de color marró fosc. Té una densa cobertura pilosa de color marró clar i el seu escut dorsal és de color rogenc. En la part superior de l'opistosoma té una zona plateada amb truges urticants. Pot defensar-se projectant les truges urticants de la seva opistosoma.